# Balkan Cup w biegach narciarskich 2024
Balkan Cup w biegach narciarskich 2024 – kolejna edycja tego cyklu zawodów. Rywalizacja rozpoczęła się 1 marca 2024 r. w słoweńskiej Pokljuce, a zakończyła 8 marca 2024 r. w tym samym ośrodku narciarskim.
Obrończynią tytułu wśród kobiet była Serbka Anja Ilić, zaś wśród mężczyzn Bułgar Daniel Peszkow.
Nowymi zdobywcami pucharu zostali: Chorwatka Tena Hadžić oraz ponownie Bułgar Daniel Peszkow.

## Kalendarz i wyniki

### Kobiety
| Lp. | Data             | Miejscowość              | Dystans                           | 1. miejsce    | 2. miejsce      | 3. miejsce        |
| --- | ---------------- | ------------------------ | --------------------------------- | ------------- | --------------- | ----------------- |
|     | 22 stycznia 2024 | Zlatibor                 | Sprint s. dowolnym (1.2 km)       | Odwołano      | Odwołano        | Odwołano          |
|     | 23 stycznia 2024 | Zlatibor                 | 5 km s. dowolnym                  | Odwołano      | Odwołano        | Odwołano          |
|     | 3 lutego 2024    | Pigadia                  | 5 km s. dowolnym                  | Odwołano      | Odwołano        | Odwołano          |
|     | 4 lutego 2024    | Pigadia                  | 5 km s. dowolnym                  | Odwołano      | Odwołano        | Odwołano          |
| 1.  | 1 marca 2024     | Pokljuka                 | Sprint s. dowolnym (1.2 km)       | Tena Hadžić   | Mária Danielová | Anja Ilić         |
| 2.  | 2 marca 2024     | Pokljuka                 | 5 km s. klasycznym (start masowy) | Neža Žerjav   | Mária Danielová | Tena Hadžić       |
| 3.  | 7 marca 2024     | Pokljuka                 | 5 km s. dowolnym                  | Kaidy Kaasiku | Keidy Kaasiku   | Neža Žerjav       |
| 4.  | 8 marca 2024     | Pokljuka                 | 7.5 km s. dowolnym                | Kaidy Kaasiku | Keidy Kaasiku   | Kalina Nedjałkowa |
|     | 9 marca 2024     | Bansko                   | 7.5 km s. klasycznym              | Odwołano      | Odwołano        | Odwołano          |
|     | 10 marca 2024    | Bansko                   | 7.5 km s. dowolnym                | Odwołano      | Odwołano        | Odwołano          |
|     | 18 marca 2024    | Cheile Grădiştei-Fundata | 10 km s. dowolnym                 | Odwołano      | Odwołano        | Odwołano          |
|     | 19 marca 2024    | Cheile Grădiştei-Fundata | 5 km s. klasycznym                | Odwołano      | Odwołano        | Odwołano          |
|     | 23 marca 2024    | Bolu/Gerede              | 5 km s. klasycznym                | Odwołano      | Odwołano        | Odwołano          |
|     | 24 marca 2024    | Bolu/Gerede              | 10 km s. dowolnym                 | Odwołano      | Odwołano        | Odwołano          |

### Mężczyźni
| Lp. | Data             | Miejscowość              | Dystans                            | 1. miejsce     | 2. miejsce      | 3. miejsce     |
| --- | ---------------- | ------------------------ | ---------------------------------- | -------------- | --------------- | -------------- |
|     | 22 stycznia 2024 | Zlatibor                 | Sprint s. dowolnym (1.2 km)        | Odwołano       | Odwołano        | Odwołano       |
|     | 23 stycznia 2024 | Zlatibor                 | 5 km s. dowolnym                   | Odwołano       | Odwołano        | Odwołano       |
|     | 3 lutego 2024    | Pigadia                  | 10 km s. dowolnym                  | Odwołano       | Odwołano        | Odwołano       |
|     | 4 lutego 2024    | Pigadia                  | 10 km s. dowolnym                  | Odwołano       | Odwołano        | Odwołano       |
| 1.  | 1 marca 2024     | Pokljuka                 | Sprint s. dowolnym (1.2 km)        | Denis Tilesch  | Nejc Štern      | Tomáš Cenek    |
| 2.  | 2 marca 2024     | Pokljuka                 | 10 km s. klasycznym (start masowy) | Daniel Peszkow | Mario Matikanow | Denis Tilesch  |
| 3.  | 7 marca 2024     | Pokljuka                 | 7.5 km s. dowolnym                 | Miha Ličef     | Mario Matikanow | Daniel Peszkow |
| 4.  | 8 marca 2024     | Pokljuka                 | 10 km s. dowolnym                  | Daniel Peszkow | Mario Matikanow | Stawre Jada    |
|     | 9 marca 2024     | Bansko                   | 10 km s. klasycznym                | Odwołano       | Odwołano        | Odwołano       |
|     | 10 marca 2024    | Bansko                   | 10 km s. dowolnym                  | Odwołano       | Odwołano        | Odwołano       |
|     | 18 marca 2024    | Cheile Grădiştei-Fundata | 15 km s. dowolnym                  | Odwołano       | Odwołano        | Odwołano       |
|     | 19 marca 2024    | Cheile Grădiştei-Fundata | 10 km s. klasycznym                | Odwołano       | Odwołano        | Odwołano       |
|     | 23 marca 2024    | Bolu/Gerede              | 10 km s. klasycznym                | Odwołano       | Odwołano        | Odwołano       |
|     | 24 marca 2024    | Bolu/Gerede              | 10 km s. dowolnym                  | Odwołano       | Odwołano        | Odwołano       |

## Klasyfikacje
| Lp. | Zawodniczka         | Punkty |
| --- | ------------------- | ------ |
| 1.  | Tena Hadžić         | 360    |
| 2.  | Anja Ilić           | 320    |
| 3.  | Kalina Nedjałkowa   | 260    |
| 4.  | Leona Garac         | 205    |
| 5.  | Ana Cwetanowska     | 168    |
| 6.  | Sara Plakalović     | 166    |
| 7.  | Nives Baričevac     | 143    |
| 8.  | Teodora Delipara    | 106    |
| 9.  | Chiara Gašparac     | 88     |
| 10. | Paraskiewi Ladopulu | 72     |

| Lp. | Zawodnik           | Punkty |
| --- | ------------------ | ------ |
| 1.  | Daniel Peszkow     | 360    |
| 2.  | Mario Matikanow    | 305    |
| 3.  | Aleksandar Grbović | 231    |
| 4.  | Strahinja Erić     | 215    |
| 5.  | Marko Skender      | 205    |
| 6.  | Stawre Jada        | 140    |
| 7.  | Boris Štefančić    | 133    |
| 7.  | Matija Štimac      | 133    |
| 9.  | Aleksa Vuković     | 76     |
| 10. | Edi Dadić          | 61     |